# 守田保太郎
守田 保太郎（もりた やすたろう、1882年（明治15年）3月27日 - 1959年（昭和34年）12月12日）は、日本の実業家。ラヂウム製薬社長。守田商店代表。族籍は東京府平民。

## 人物
東京府・守田重次郎の長男。守田治兵衛の従兄。1918年、家督を相続した。大成中学卒業。慶應義塾大学に学んだ。
武田長兵衛商店に勤務した。ラヂウム製薬会社に入り専務取締役を経て社長となる。宗教は真宗、あるいは浄土宗。趣味は読書。住所は東京大森区新井宿、牛込市谷本村町。

## 家族・親族
守田家
- 父・重次郎（1856年 - ?、千葉、澤田嘉兵衛の弟）[1][8][11]
- 母・とし（1864年 - ?、三重、栗本文亨[6]、あるいは栗本文享の妹[8][11]）
- 弟
  - 富次郎（1884年 - ?、埼玉、田村新蔵の養子）[6][10]
  - 藤之助（1887年 - ?、分家、横浜正金銀行調査部次長）[6][10]
  - 豊蔵（1891年 - ?、分家）[6]
- 妻
  - ハル（1885年 - ?、東京、森島萬造の三女）[1][6]
  - 千代（1897年 - ?、群馬[7]、あるいは栃木[10]、先代・小川幸三郎の長女）[7]
- 男（1918年 - ?）[6][7]
- 長女・貞子（1908年 - ?、東京、加藤泰成の妻）[6][7]

親戚
- 初代田村新蔵（埼玉県多額納税者、大地主、農業、洋紙、砂糖、小麦粉販売業）
- 2代目田村新蔵（埼玉県多額納税者、東武商事代表取締役、農業、洋紙、砂糖、小麦粉販売業）
- 瀬田醻一（東京府多額納税者、東京市会議員、板橋区会議員、地家主）
- 守田治兵衛（貞松堂、守田宝丹本舗、売薬製造業）[5]　治兵衛（1841－1912）は守田家の本家で、売薬商の9代目。安政5年(1858年)に新薬「宝丹」を考案し、これが当たり財を成した。東京市会議員も務め、古銭の収集、書などでも知られた。[12][13]